# Emad Moteab
Emad Mohamed Abdelnaby Ibrahim Moteab (en árabe: عماد متعب‎) (Sharqia, 20 de febrero de 1983) es un exfutbolista egipcio que jugaba como delantero. Jugó la mayor parte de su carrera en el Al-Ahly, donde permaneció durante 13 temporadas y media, desde 2003 hasta 2018.
Luego de ocurrida la Tragedia de Puerto Saíd, Moteab, junto con otros dos jugadores, anunció que se retiraría del fútbol profesional. No obstante, regresó a las canchas para seguir jugando 6 años más. Su último equipo fue el Al-Taawoun F. C.
En su palmarés, a nivel clubes, tiene: 9 Ligas Premier de Egipto, 3 Copas de Egipto, 8 Supercopas de Egipto, 1 Liga Profesional Saudí, 4 Ligas de Campeones de la CAF, 4 Supercopas de la CAF y 1 Copa Confederaciones de la CAF.
En su palmarés, a nivel selección, tiene: 1 Campeonato Juvenil Africano y 3 Copas Africanas de Naciones y los Juegos Panarábicos del 2007.

## Clubes
| Club                   | País           | Año       | Partidos | Goles |
| Al-Ahly                | Egipto         | 2003-2018 | 303      | 124   |
| Al-Ittihad Jeddah Club | Arabia Saudita | 2008-2009 | 16       | 10    |
| Al-Taawoun F. C.       | Arabia Saudita | 2018      | 9        | 0     |